# Via dei Ciancaleoni
Via dei Ciancaleoni är en gata på Viminalens sluttning i Rom. Gatan löper från Via Urbana till Via Panisperna och består till stor del av trappartier. Via dei Ciancaleoni är uppkallad efter den romerska familjen som under medeltiden hade sitt palats i grannskapet. Familjen Ciancaleonis vapen visar ett stående lejon med lyfta framben.